# Klëpka
Klëpka (in lingua russa Клёпка) è un centro abitato dell'Oblast' di Magadan, situato nell'Ol'skij rajon.